# Nanuza luetzelburgii
Nanuza luetzelburgii är en enhjärtbladig växtart som beskrevs av Ruy José Válka Alves. Nanuza luetzelburgii ingår i släktet Nanuza och familjen Velloziaceae. Inga underarter finns listade.